# Коллепардо
Коллепардо (італ. Collepardo) — муніципалітет в Італії, у регіоні Лаціо,  провінція Фрозіноне.
Коллепардо розташоване на відстані близько 75 км на схід від Рима, 15 км на північ від Фрозіноне.
Населення — 981 особа (2014).
Щорічний фестиваль відбувається 6 серпня. Покровитель — San Salvatore.

## Демографія
Населення за роками:

Станом на 1 січня 2023 року в муніципалітеті офіційно проживали 34 іноземці з 7 країн, серед них 25 громадян країн Євросоюзу.

## Сусідні муніципалітети
- Алатрі
- Веролі
- Віко-нель-Лаціо